# Свиняча відбивна
Свиняча відбивна — свиняча відбивна в паніровці (з кісткою або без), що нагадує віденський шніцель. Нині одна з популярних страв польської кухні.
Історія польських свинячих відбивних бере початок із XIX століття. Рецепт свинячої відбивної міститься в книзі Луцини Цвєрчакевичової під назвою 365 обідів по п'ять злотих.

## Типові інгредієнти
- свиняча корейка з кісткою або без
- панірувальні сухарі
- борошно
- яйця
- сало
- спеції (сіль і перець)

## Приготування
Свинячу корейку наріжте скибочками та відбийте товкачиком. Яйця збити й з'єднати зі спеціями. Відбиту і нарізану свинячу корейку занурити в борошно, потім у яйце, а потім в панірувальні сухарі. Поставте сковороду на середній вогонь і розтопіть сало. Готову котлету викласти на сковороду і обсмажити до золотистого кольору з двох боків. Подавати на тарілці з картоплею, крупою, рисом або локшиною, тушкованими або смаженими грибами, вареними овочами, суровками, маринадами тощо.

## Виноски
1. ↑  "Sznycel wiedeński, cienko zbity plaster cielęciny, obtoczony w bułce i usmażony w rozpuszczonym smalcu, do dziś jedna z najpopularniejszych potraw w całej byłej monarchii austro-węgierskiej, «w wersji wieprzowej, jako kotlet schabowy — w całej Polsce. Pierwotna nazwa costelette alla milanese, gdyż potrawa (smażona na maśle) pochodzi z Włoch. Zwrócił na nią uwagę w czasie kampanii włoskich dowódca wojsk austriackich w Lombardii i Wenecji sędziwy marszałek Radetzky.» [w:] Mieczysław Czuma, Leszek Mazan. Austriackie gadanie czyli encyklopedia galicyjska. 1998. str. 465